# 谷云亭
谷云亭（1913年9月20日—1983年7月11月），河北省丰润县刘家营村人。中华人民共和国政治人物。

## 生平
1934年，考入河北滦县省立第三师范。1937年7月，任开滦总医院党支部组织委员。1938年开办复生药房，作为中共地下秘密联络站，冀东大暴动后，此药房改为冀东抗日联军随军医院。同年夏任冀东抗日联军第三纵队政治部主任、冀东抗日联军第十三总队政治部主任，因战败返回冀东，任中共冀东特委组织部部长。1940年，入学马列学院、中共中央党校。1943年8月，分配到中共西北局党校工作，任二区主任。后担任中央党校第六部副主任。
1945年10月，回冀热辽解放区，任中共冀东区委委员、组织部干部科科长。1948年7月至1949年6月，任中共冀东区第十五地委常委，1948年10月至1949年，任地委书记、冀东军区第十五军分区政委。1948年12月至1949年7月，任中共冀东区委组织部部长。1949年8月至1952年3月，任中共河北省委委员、组织部副部长。1952年2月至1966年12月，任中共河北省委常务委员。1952年3月至1956年1月，任中共河北省委组织部部长。1955年4月，任中共河北省委副书记。1956年7月至1958年4月，任中共河北省委书记处书记。1955年8月至1958年，兼任中共河北省委监察委员会书记。1958年6月至1961年6月，任中共天津市委书记处书记。1959年4月至1960年8月，任天津市监察委员会书记。1961年6月至1966年5月，任中共天津市委书记处书记。1966年5月至12月，任中共河北省委常务委员。1967年1月至12月，任中共天津市委书记。
文化大革命中受冲击。1973年10月至，1976年10月任中共天津市委组织部部长、统战部部长。1977年10月至1982年6月，再次出任中共天津市委书记。1977年12月至1980年6月，任天津市第五届政协副主席。1983年7月11日去世。